# Петровский парк (Архангельск)
Петровский парк — благоустроенная озеленённая территория в Архангельске, между улицами Воскресенской и Карла Либкнехта, Троицким проспектом и набережной реки Северная Двина. Через парк проходит улица — Набережная Северной Двины.
На территории парка находятся памятник Петру I и Памятник «Жертвам интервенции. 1918—1920».

## История

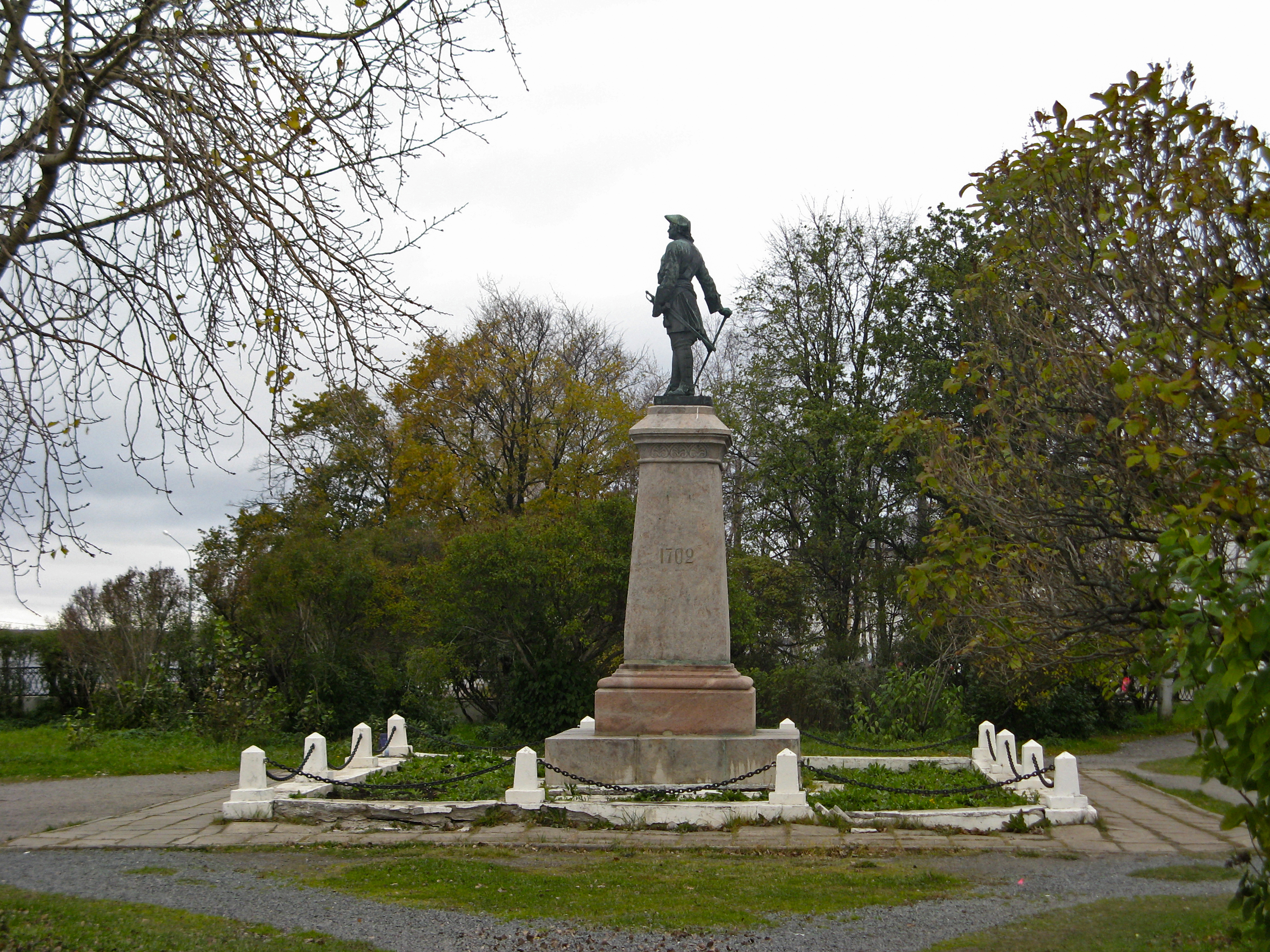
Памятник Петру I

11(22) октября 1709 года в центральной части современного парка был заложен Троицкий собор. В 1716 году строительство остановилось, так как в 1714 года Пётр I запретил каменное строительство везде, кроме Санкт-Петербурга, к этому времени был закончен и освящён только нижний, зимний храм.
Достроен собор был более чем через полвека и освящён 18(29) апреля 1765 года. Отдельно стоящая колокольня была возведена западнее — на красной линии Набережной Северной Двины.
В конце 1860-х годов на прилегающей к собору территории по инициативе архангельского губернатора князя С. П. Гагарина был открыт городской сад.
В мае 1915 года по указанию российского императора Николая II городской Михайловский сквер, в котором ранее был воздвигнут памятник Петру, получил название Петровский бульвар.
Такое название было дано в память о трёхкратном, в 1693, 1694 и 1702 годах, пребывании в Архангельске русского царя Петра I. Здесь им положено начало основанию Соломбальской судоверфи, сооружению Новодвинской крепости, возглавлен знаменитый переход во главе солдат и моряков от поморского села Нюхча на Ладогу по «государевой» дороге. Архангельск стал административным центром губернии (1708).
Памятник Петру I в Архангельске, работы скульптора М. М. Антокольского, открыт в 1914 году, на месте, где сейчас стоит Памятник «Жертвам интервенции». Там же, поблизости, находился и домик Петра, перевезенный в город с Маркова острова (с 1934 года находится в селе Коломенское, ныне на территории Москвы).
В 1920 году, вскоре после восстановления в Архангельске советской власти, памятник Петра был демонтирован, а в 1948 году восстановлен на новом месте.
13 сентября 1928 года было принято решение о сносе Троицкого собора, в следующем году он был разрушен. А в 1929—1931 годах из добытого при разборке кирпича было возведено здание Драматического театра.
В годы Великой Отечественной войны в центральной части парка соорудили бомбоубежище с сильно возвышающимся земляным холмом, сохранившийся и по ныне.

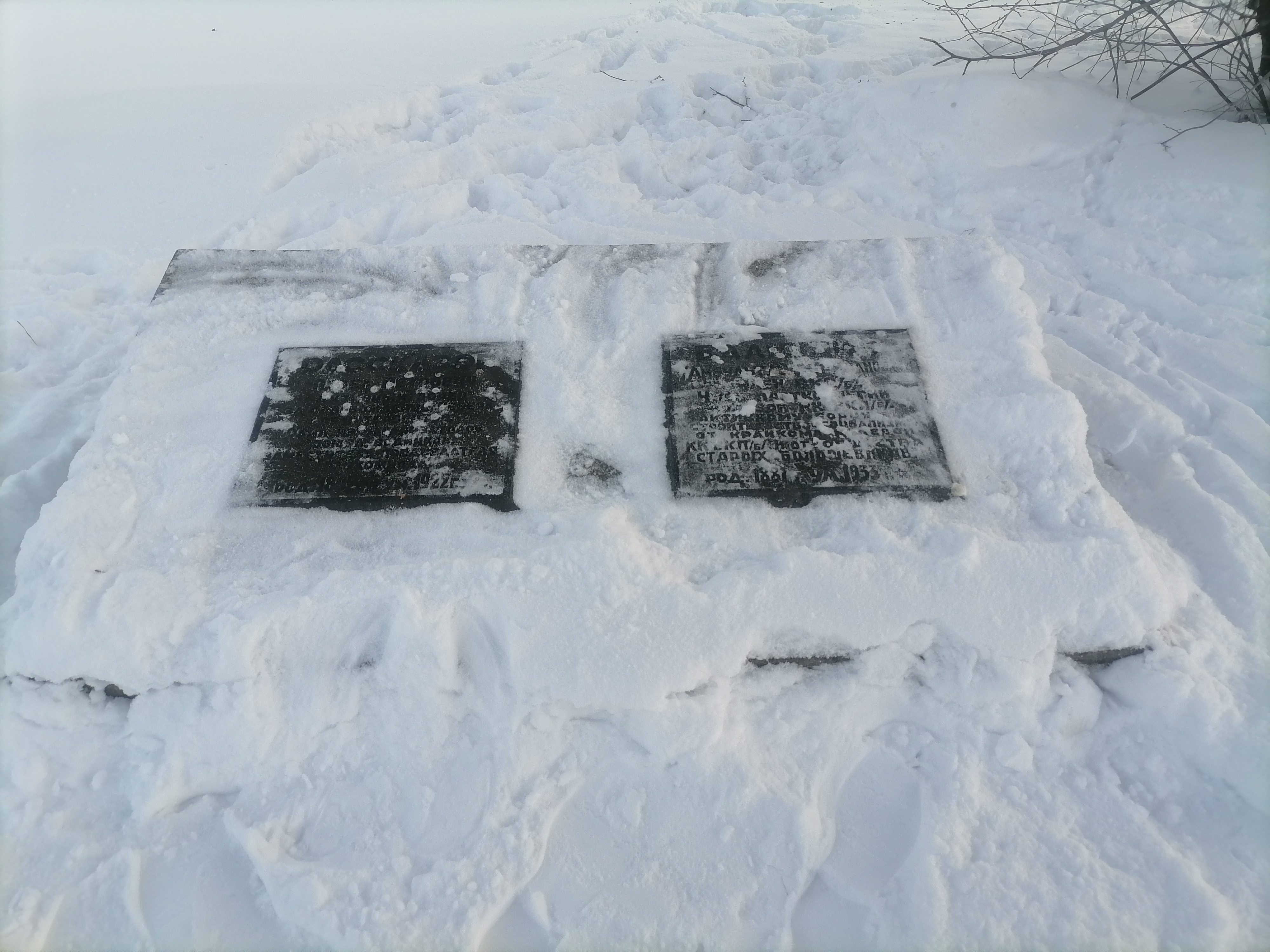
Могила Рассказова и Валюшица

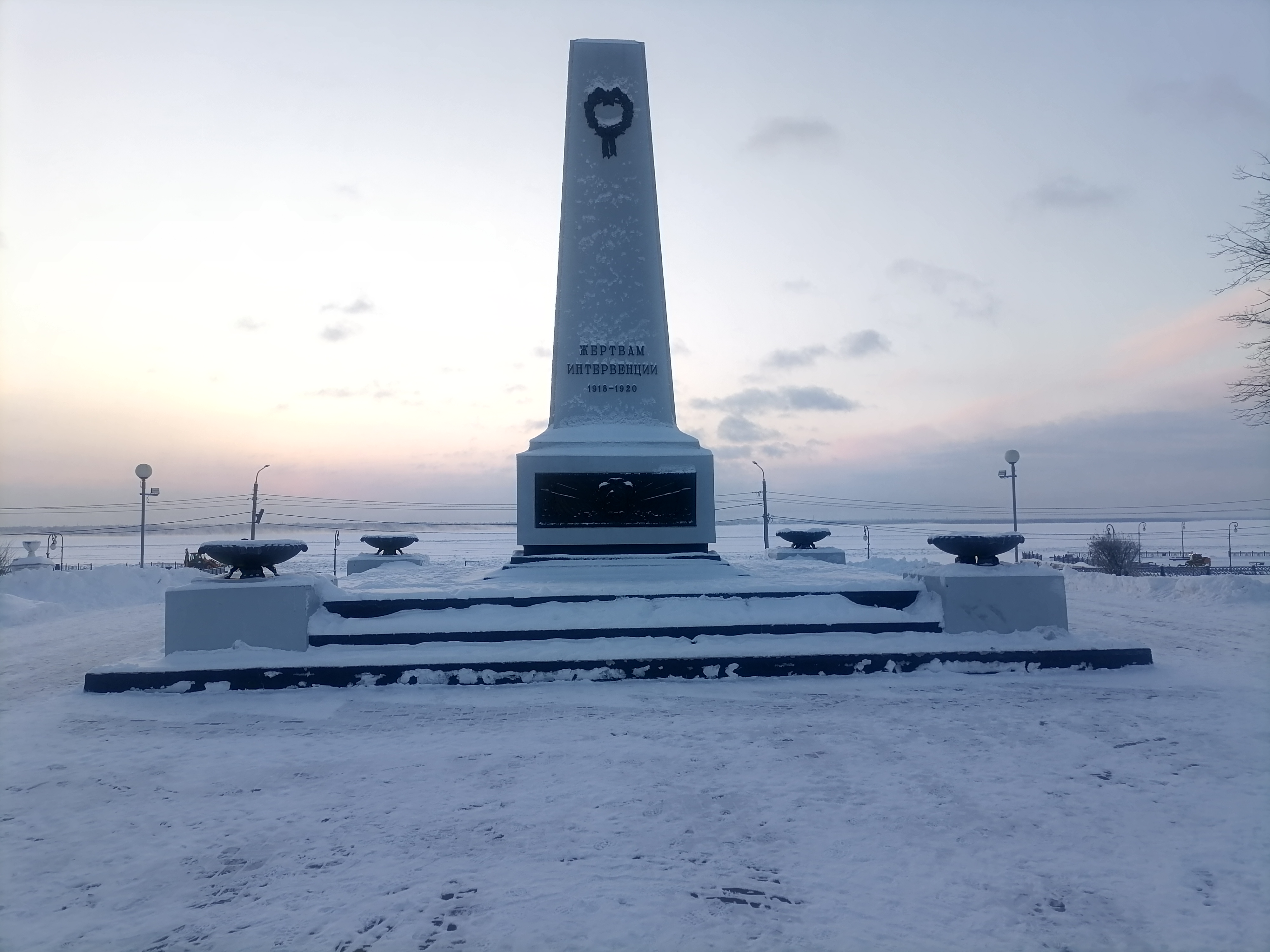
Монумент жертвам интервенции

Над братской могилой расстрелянных белогвардейцами борцов за советскую власть в Архангельске 20 февраля 1949 года открыт Памятник «Жертвам интервенции. 1918—1920», проект памятника выполнил скульптор М. Ф. Кибирев. Среди похороненных здесь М. А. Валявкин, Н. А. Дрейер, Н. В. Левачев, Д. А. Прокашев, А. А. Терехин, К. И. Теснанов, С. А. Закемовский, Р. П. Куликов, всего более 50 человек. Рядом с памятником находятся могилы революционеров П. П. Рассказова (1892—1922) и О. И. Валюшиса (Амбульта).
23 августа 2009 года на открытом помосте на ступенях Драматического театра, на месте которого до 1929 года находился Свято-Троицкий кафедральный собор, Божественную литургию совершил Патриарх Московский и всея Руси Кирилл